# Tomas Brolin
Tomas Brolin (* 29. November 1969 in Hudiksvall) ist ein ehemaliger schwedischer Fußballspieler.

## Karriere

### Verein

#### Aufstieg zum „Goldenen Jungen“
Brolin begann seine Karriere 1984 im Alter von 14 Jahren bei Näsvikens IK. Beim damaligen Viertligisten entwickelte er sich schnell zum Stammspieler. 1986 lockte ihn GIF Sundsvall in dessen Fußballakademie, an der er weiter geschult wurde und auch zu seinem Profidebüt kam. Nach zwei Jahren – Sundsvall war abgestiegen – entschied sich der Offensivallrounder, zum Erstligisten IFK Norrköping zu wechseln. 

#### Erfolg beim AC Parma
Nach einer nur kurzen Zeit unterzeichnete Brolin beim Serie-A-Aufsteiger AC Parma einen Vertrag und ging nach Italien. Im selben Jahr wurde er zum ersten Mal zu Schwedens Fußballer des Jahres gewählt. In Parma bildete der Mittelfeldspieler fortan zusammen mit Alessandro Melli ein Top-Offensiv-Duo. Beide kamen in der Saison 1990/91 auf zusammen 20 Tore (7 Tore Brolin) und platzierten ihren Klub damit auf den fünften Rang in der Liga. Damit qualifizierte sich der Verein erstmals in der Klubgeschichte für den UEFA-Pokal. Dort schied man allerdings in der ersten Runde gegen den bulgarischen Vertreter ZSKA Sofia aus. Die Folgesaison verlief national wieder sehr erfolgreich. Brolin absolvierte alle Ligaspiele und führte sein Team im Wettbewerb um den Coppa Italia bis ins Endspiel gegen Juventus Turin. Nach einem 1:0-Hin- und einem 2:0-Rückspielsieg war die erste Trophäe der Vereinsgeschichte gewonnen. Dadurch startete die Mannschaft 1992/93 im Europapokal der Pokalsieger.
Über Újpest Budapest, Boavista Porto, Sparta Prag und Atlético Madrid gelangte der AC Parma bis ins Finale, in dem Royal Antwerpen der Gegner war. Nach Toren von Lorenzo Minotti, Alessandro Melli und Stefano Cuoghi für Parma und einem Treffer von Francis Severeyns für Antwerpen, gewann das Team von Nevio Scala mit 3:1. Es war sowohl Brolins, als auch Parmas erster internationaler Titelgewinn. Bis zum Endspiel lieferte sich Brolin zusammen mit Neueinkauf Faustino Asprilla einen Kampf um den Stammplatz, wobei meist Asprilla den Vorzug erhielt und der Schwede öfters von der Bank aus das Spiel beobachtete. Bei der Begegnung mit Antwerpen erhielt Brolin jedoch den Vorzug und absolvierte die vollen neunzig Minuten. Im Sommer 1993 verpflichtete der Klub die Offensivkräfte Gianfranco Zola und Massimo Crippa. Trainer Scala setzte zwar weiter auf Brolin, beorderte ihn aber im Spielsystem weiter hinter, in den Defensivbereich. Wieder schaffte es die Mannschaft in das Endspiel um den Pokal der Pokalsieger. Doch dieses Mal zog das Team mit 0:1 den kürzeren gegen Arsenal London. Brolin stand erneut die volle Spielzeit auf dem Feld.
Am 16. November 1994 verletzte sich der Mittelfeldspieler bei einem Spiel der Nationalmannschaft. Dabei kam es zu einem Fußbruch, der ihn für einige Zeit außer Gefecht setzen sollte. Zu dieser Zeit führte Parma die italienische Liga als erster an. Am 23. April des Folgejahres kehrte Brolin zurück. Da lag sein Team schon weit abgeschlagen vom Platz an der Sonne auf dem 13. Rang. Bis zum Ende der Spielzeit hatte der Schwede damit zu kämpfen seine Form zu finden. Dabei kam er regelmäßig zu Einsätzen. Im Sommer 1995 verpflichtete der AC-Vorstand Christo Stoitschkow, da man befürchtete, dass Brolin seine alte Form nicht mehr erreichen würde. Trotz guter Leistungen in der Vorbereitungszeit zur Saison 1995/96 baute Trainer Scala immer weniger auf den Schweden. Am 17. November 1995 gab er deshalb seinen Wechsel zum englischen Traditionsklub Leeds United bekannt.

#### Wechsel nach England und Leistungsverlust
Leeds hatte zum Beginn der Saison 1995 Anthony Yeboah aus Frankfurt geholt und Leeds-Trainer Howard Wilkinson plante mit Brolin als Vorlagengeber für Yeboah. Einen Tag nachdem er bei den Engländern einen Vertrag unterzeichnete, kam Brolin zu seinem Premier League Debüt. Im Spiel gegen Newcastle United wurde der Offensivspieler in der 82. Minute für Mark Ford eingewechselt. Vier Tage später stand er bereits in der Startelf des Klubs. Doch in der Folgezeit lief es eher schlecht für Brolin. Nach anfänglichen Problemen mit Trainer Wilkinson und Diskussionen um Brolins Gewicht, kam es am 1. April 1996 zu einem Schlagabtausch zwischen ihm und seinem Trainer. Brolin gab im schwedischen Fernsehen als Aprilscherz einen Wechsel zu seinem ehemaligen Klub IFK Norrköping an und verärgerte dadurch seinen Chef. Noch am gleichen Tag musste er sich persönlich bei Wilkinson entschuldigen. Das Verhältnis beider wurde auch in den kommenden Monaten nicht besser und schnell standen die Zeichen wieder auf Trennung.
Im Sommer 1996 machte sich Brolin auf, einen neuen Verein zu finden. Nachdem sich lange kein Verein bereit erklärte den Schweden kaufen zu wollen, lieh ihn der Schweizer Verein FC Zürich aus. Brolin fühlte sich bei seinem neuen Arbeitgeber wohl und strebte einen Verbleib an. Doch Leeds Neutrainer George Graham beorderte Brolin im Oktober zurück nach England. Obwohl die Ausleihdauer nur bis zum 30. September gültig war, lief Brolin am 9. Oktober nochmals für Zürich gegen den FC St. Gallen auf. Darauf stellte ihm Graham ein Ultimatum bis zum 6. November, um sich beim Verein zu melden, nachdem dieser ihn nicht erreicht hatte.
Am 13. November scheiterte ein Ausleihgeschäft mit Sampdoria Genua, nachdem Brolin den medizinischen Test nicht überstand. Grund war noch immer die Nachwirkungen seines verletzten Beines. Darauf ließ auch Leeds den Spieler gründlich untersuchen, wobei man befürchtete, er müsse seine Karriere vorzeitig beenden. Am 24. Dezember wollte der Mittelfeldspieler das Kapitel Leeds United beenden, als bekannt wurde, dass sein ehemaliger Klub AC Parma ihn ausleihen möchte und sich eine Option auf einen Kauf einrichtete. Durch einen finanziellen Eigenanteil kaufte sich Brolin bei den Engländern frei und kehrte nach Italien zurück. Erst am 23. Februar 1997 gab der Mittelfeldspieler sein Comeback bei den Gelb-Blauen. Die Mannschaft feierte am Ende der Saison die Vizemeisterschaft, wobei Brolin nur auf Kurzeinsätze kam. Schließlich entschied sich der Vorstand gegen eine Festverpflichtung des Schweden, da man Bedenken hinsichtlich seiner Fitness hatte. Am 16. Juni 1997 lief der Leihvertrag mit Parma aus, kurz darauf hatte er wieder nach Leeds zu kommen. Manager Graham strich den Offensivallrounder aus den Kader und legte ihm nahe sich einen anderen Klub zu suchen. Am 29. August sollte Brolin zum spanischen Klub Real Saragossa wechseln, doch scheiterte dies dadurch, dass das spanische Transferfenster bereits geschlossen wurde. Ein anderer Wechsel zu den Heart of Midlothian scheiterte kurz darauf ebenfalls. Nach langen Auseinandersetzung zwischen Brolin, dessen Beratern und dem Leeds-Vorstand kam man am 28. Oktober zu der Einigung, den Vertrag aufzulösen.

#### Ende einer kometenhaften Karriere
Am 16. November 1997 befragte ihn Steve Coppell, Trainer der Crystal Palace, ob Brolin den Klub bei einer Schwedentour als Spieler unterstützen würde, da sich der finanzielle angeschlagene Klub dadurch Einnahmen erhoffte. Brolin stimmte zu und stieß am 5. Januar des Folgejahres zum Team. Nach guten Eindrücken bot ihm der Klub nach der zweiwöchigen Tour einen Vertrag bis zum Saisonende an. Bereits am 10. Januar gab Brolin trotz Übergewicht und Formrückstand sein Ligadebüt für Crystal. Am Saisonende, Crystal stand als Absteiger fest, schieden sich die Wege beider Parteien wieder und Brolin kehrte in seine schwedische Heimat zurück. Am 27. April 1997 trug er letztmals das Trikot des Londoner Klubs.
Am 12. Mai 1998 gab Brolin, als damals 29-jähriger, sein Karriereende als Profispieler bekannt. Seinen letzten Auftritt hatte er am 29. August 1998 mit Hudiksvalls ABK gegen Kiruna FF, als er für die letzten 15 Minuten als Torhüter eingewechselt wurde.

### Nationalmannschaft
Sein Debüt im Dress der Schweden gab Brolin 1990 gegen die Auswahl Wales’. Dabei gelangen ihm zwei Tore beim 4:2-Sieg gegen die britische Mannschaft. Kurz darauf gehört er zum Kader der Fußball-Weltmeisterschaft 1990. Als jüngster Spieler im Team kam er in allen drei Vorrundenspielen zum Einsatz, wobei das schwedische Team ausschied. Im Auftaktspiel gegen Brasilien gelang ihm zudem sein erster WM-Treffer.
Bei der Euro 1992 gehörte Brolin zu den Säulen des Teams, das in der Vorrunde Dänemark, Frankreich und England hinter sich ließ. Brolin war beim 1:0 gegen die Dänen mit seinem Tor Matchwinner. Im Halbfinale stieß das Team auf Deutschland, schied aber nach 2:3 aus. Brolin gelang zwischenzeitlich der 1:2-Anschlusstreffer durch Elfmeter.
Kurz darauf fuhr er mit der Olympiaauswahl seines Landes zu den Olympischen Spielen 1992. Dort schaffte es die Mannschaft bis ins Viertelfinale. Im Alter von 24, in der Blüte seiner Karriere, fuhr Brolin zur WM 1994 in den USA. Den Schweden wurden damals nur geringe Turnierchancen eingeräumt. Doch das junge Team mit Spielern wie Patrik Andersson, Stefan Schwarz, Henrik Larsson und Martin Dahlin wusste zu überzeugen. Nach zwei Unentschieden und einem Sieg qualifizierte sich das Team für die K.O.-Runde. Dort schaffte man es bis ins Halbfinale und begegnete erneut Brasilien, dem man in der Gruppenphase ein 1:1 abgetrotzt hatte. Durch ein Tor von Romário musste man das Spiel mit 0:1 verloren geben. Im Spiel um Platz drei rehabilitierten sich die Elchkicker und gewannen 4:0 gegen das Team aus Bulgarien. Dabei brachte Brolin sein Team durch den 1:0-Führungstreffer auf die Siegerstraße.
Insgesamt gelangen ihm drei Treffer bei der WM in sieben Spielen. Zusammen mit drei weiteren Schweden verpasste der Mittelfeldspieler keine Minute seines Teams. Während des Qualifikationsspiels am 16. November 1994 gegen Ungarn zur Fußball-Europameisterschaft 1996 brach sich Brolin den Fuß. Diese Verletzung warf ihn weit zurück und er sollte nie wieder an seine vergangenen Leistungen anknüpfen können. Am 7. Mai des Folgejahres, eine Woche nach seinem Ligacomeback, gab der Offensivspieler sein Comeback im Dress der Schweden gegen die Mannschaft aus Island. Nachdem ihn der schwedische Nationaltrainer Tommy Svensson Anfang 1996 nicht mehr berücksichtigte und meinte Brolin sei nicht bei 100 %, war dies das Ende seiner Nationalmannschaftskarriere. Mit insgesamt 26 Toren ist er unter den Top-Zehn-Torschützen seines Landes.
Siehe auch:
- Schwedens Kader bei der Weltmeisterschaft 1990
- Schwedens Kader bei der Europameisterschaft 1992
- Schwedens Kader bei der Weltmeisterschaft 1994

## Karriere nach dem Fußball
Seit seinem Abschied vom Fußball arbeitet Tomas Brolin als Geschäftsmann und führt unter anderem ein Schwedisch-Italienisches-Restaurant namens „Undici“ in Stockholm. Die Übersetzung des italienischen Wortes „Undici“ lautet „11“ und ist eine Anspielung auf seine Trikotnummer während seiner Zeit in Parma.

## Trivia
- Brolin erlernte den Beruf des Buchhalters.[1]
- Zusammen mit dem schwedisch-nigerianischen Sänger Dr. Alban, Mattias Frisk und der Tennispersönlichkeit Björn Borg nahm Brolin 1999 als Gruppe Friends in Need den Titel Alla Vi auf.[2]
- Brolin hat einen Sohn.

## Erfolge
Verein
- Italienischer Pokalsieger mit der AC Parma: 1991/92
- Europapokalsieger der Pokalsieger mit der AC Parma: 1992/93
- UEFA-Super-Cup-Sieger mit der AC Parma: 1993
- UEFA-Pokal-Sieger mit der AC Parma: 1994/95

Nationalmannschaft
- Halbfinalist der Fußball-Europameisterschaft 1992
- Dritter der Fußball-Weltmeisterschaft 1994

Individuell
- Schwedischer Spieler des Jahres: 1990 und 1994
- Weltauswahl-Berufung: 1994
- 2. Platz bei der Wahl zum besten schwedischen Fußballer der letzten 50 Jahre: 2005